# ان‌جی‌سی ۳۹۳۸
ان جی سی ۳۹۳۸، (به انگلیسی: NGC 3938)، یک کهکشان مارپیچی است که در صورت فلکی خرس بزرگ قرار گرفته‌است. ویلیام هرشل این کهکشان را در ۶ فوریه ۱۷۸۸ کشف کرد.

ان جی سی ۳۹۳۸ بزرگ‌ترین کهکشان مارپیچی در این صورت فلکی بوده و تقریباً نزدیک ۴۳ میلیون سال نوری از زمین فاصله دارد.

یک ابرنواختر در این کهکشان شناسایی شده‌است. این سوپرنوا که از نوع سوپرنوا درجه دو است در ۲۷ مارس ۲۰۰۵ کشف شد و کاشف آن دوگ ریچ بود